# Ruinele Cetății Severinului

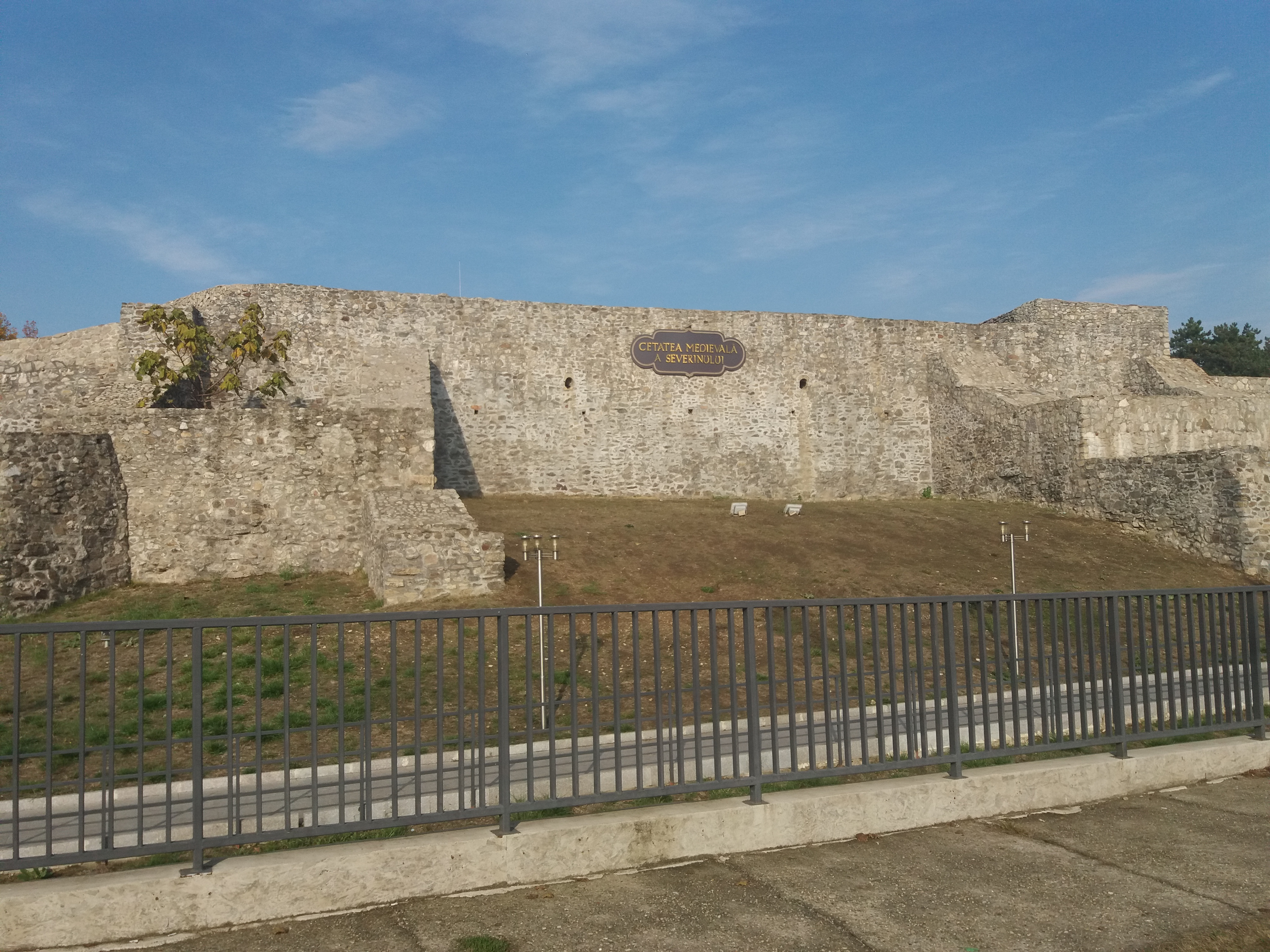
Cetatea medievală a Severinului

Ruinele Cetății Severinului sunt un ansamblu de monumente istorice aflat pe teritoriul municipiului Drobeta Turnu Severin. În Repertoriul Arheologic Național, monumentul apare cu codul 109782.07.01.
Cetatea are un plan dreptunghiular destul de regulat care o înconjoară și două ziduri de incintă. Ea a fost construită în timpul regelui Ladislau I ca fortăreață împotriva pecenegilor și cumanilor. Biserica catolică din cetate a fost pusă sub patronajul sfântului Severin de Noricum, de la care îi provine numele. Episcopia catolică a Severinului a existat până în anul 1502.
Regatul Ungariei a organizat pentru apărarea trecătorii Porțile de Fier începând cu sec. XIII, odată cu avântul Țaratului de Vidin, formațiunea feudal-militară Banatul de Severin (1230). Această formațiune își avea centrul politico-administrativ și militar în cetatea Severinului. Apărarea cetății a fost încredințată de-a lungul timpului Cavalerilor Teutoni. În secolul al XIV-lea cetatea a intrat sub stăpânirea voievozilor români. 
În anul 1419 cetatea reintră în stăpânire maghiară. Au loc tot mai des lupte cu turcii în zonă. Aceste lupte au dus la distrugerea ei parțială. În august 1524 cetatea Severinului a fost cucerită și distrusă de turci. 
În secolul al XIX-lea autoritățile române au luat unele măsuri de consolidare și conservare a turnului de nord-est al cetății înconjurându-l cu un grilaj de fier.
Ansamblul este format din următoarele monumente:
- Ruina donjonului (cod LMI MH-II-m-A-10184.01)
- Ruina capelei (cod LMI MH-II-m-A-10184.02)
- Zid de incintă cu turnuri și șanț de apărare (cod LMI MH-II-m-A-10184.03)

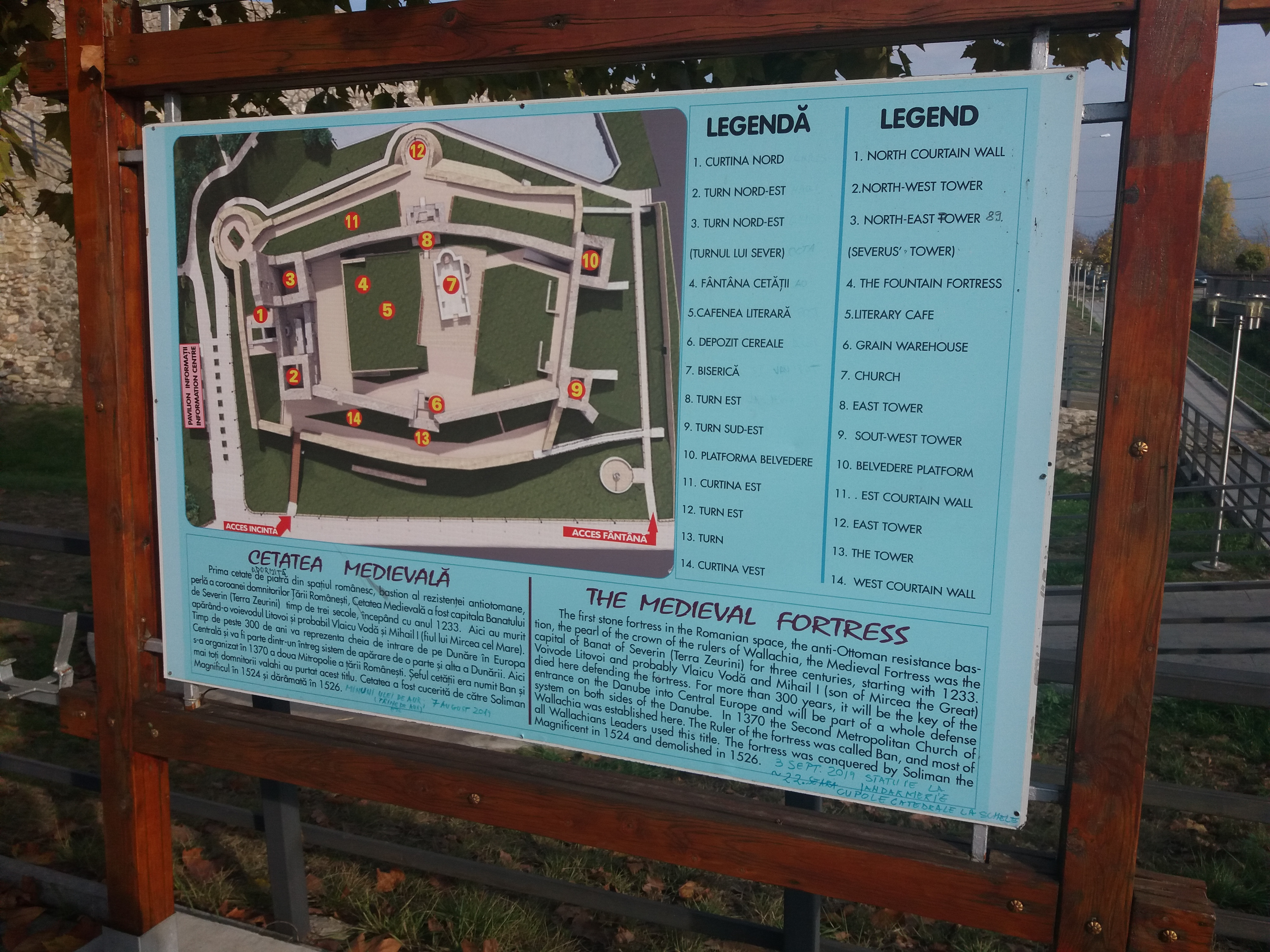
Planul Cetăţii

## Istoric

### Secolul XIII
In zoriii orânduirii feudale izvoarele scrise ale vremii ”Gesta Hungarorum”, cronica regelui Ungariei Bella al III-lea amintesc despre existența unor formațiuni politice românești în secolele X-XI, în zona Porților de Fier, iar diploma cavalerilor ioaniți amintește de „Țara Severinului”, ca veche formațiune politică românească. Rivalitatea dintre regatul maghiar și statul bulgar al Asăneștilor, ambele urmărind supunerea formațiunilor politice românești dintre
Carpați și Dunăre a dus la crearea de către unguri a Banatului de Severin la 1230. Această adevărată marcă de granițe trebuia să apere regatul maghiar de la sud și est, ca element principal de apărare fiind cetatea Severinului.
Documentele atestă faptul că cel dintâi Ban al Severinului a fost Luca, amintit la 1233 și care este vasal al regelui maghiar. În 1241, Severinul este pustiit de marea invazie a tătarilor. Ca urmare la 1247, „regele Ungariei Bella al IV-lea îi aduce aici  „cavalerii ioaniți(sau ospitalieri) intenția era vădită în favoarea catolicismului. 

### Secolul XIV
La 1330 are loc bătălia de la Posada, unde domnul Țării Românești Basarab I obține o strălucită biruință împotriva oștirii maghiare.Cetatea Severinului rămâne în stăpânirea maghiară constituind până în 1335, elementul principal între cele două state, domnii Țării Românești Basarab I și Nicolae Alexandru revendicând-o ca o posesiune de drept.
Între anii 1357-1364 Severinul este stăpânit de Nicolae Alexandru, iar între 1364-1376 de către domnitorul Vladislav Vlaicu. Acesta se numea și ban de Severin. Pentru a stăvili propaganda catolică.Domnitorul a înființat în 1370 o mitropolie la Severin, iar în 1370-1374 a zidit Mănăstirea Vodița, al cărei stareț a fost călugărul Nicodim. Dar Severinul era prea important pentru asigurarea controlului zonei, pentru a fi lăsat liniștit, astfel că, în momentul oportun, regele maghiar s-a simțit puternic, atacă cetatea Severinului și o cucerește în 1375.
Luptele pentru Severin au continuat însă cu un succes schimbător, până în 1377 când, domn al Țării Românești era Radu, Severinul revine în stăpânirea sa pentru ca să fie reluat în anul următor de maghiari, iar în perioada 1382-1384 să se găsească în componența Țării Românești. In 1385 Dan I învinge trupele maghiare și ia în stăpânire Severinul pe care îl va lăsa moștenire urmașului său de tron, Mircea cel Bătrân (1386-1418). Până la moartea marelui domnitor, cetatea Severinul va aparține Țării Românești. În 1386 Mircea cel Bătrân intră în posesia Severinului instalându-se domn al Banatului de Severin.

### SEC XV
În fața primejdiei otomane, regele Ungariei încredințează apărarea regatului Ungariei pe Dunăre lui Iancu de Hunedoara, care în 1448 va fi numit ban al Severinului. Sistemul defensiv al lui Iancu de Hunedoara se baza pe cetățile Severin, Orșova și Mehadia, începea astfel strălucita carieră militară și politică a lui Iancu de Hunedoara care ajunge guvernator și rege al Ungariei. Cetatea Severinului era în fapt cheia dispozitivului strategic de apărare a acestei părți a Europei. Iancu de Hunedoara se arunca în fruntea oștirii sale pentru a sparge asediul cetății Belgrad, împresurată de turci. Vașnicul domn român se îmbolnăvește de ciumă și moare în același an 1456 în tabăra de la Zemun. Este înmormântat la Alba lulia, iar pe epitaful mormântului său s-au așternut cuvintele: ,,S-a stins lumina lumii” ca semn de recunoaștere a marelui comandat de oști și de apărător al creștinătății în această parte a Europei."

### SEC XVI
Turcii reiau atacurile furibunde asupra cetății Severinului. Soliman Magnificul reia ofensiva turcească asupra Europei Centrale și cucerește Belgradul în 1521. Nunțiul apostolic din Ungaria –Del Burgio scria „dacă se pierde Severinul, Transilvania e pierdută și apoi prin Ungaria poți trece fara nici o grijă". Intr-adevăr, la scurt timp turcii cuceresc Severinul și același Del Burgio, menționeaza, „Turcii au deschis Severinul în parte, Orșova in intregime’’. Din cetatea Severinului a mai ramas în picioare doar un turn, ceea ce a dus la numirea locului de către mehedințeni cu numele de “Turnul lui Sever”. Inițial cetatea număra șase turnuri de apărare fiind înconjurate cu un val impunător de două ziduri masive de piatră și un șanț adânc de apă. După cucerire, redutabila cetate a Severinului cu cele șase turnuri (cheia de intrare spre Europa centrală, cum era denumită în acele timpuri) va fi demolată iar pietrele recuperate vor fi folosite de turci în construcția și întărirea altor cetăți otomane la sud de Dunăre.
Astfel, Severinul era scos ca și fortăreață din sistemul de auto-apărare anti-otomană cu urmări catastrofale din 1542 - ocuparea Budei și transformarea Ungariei în pașalâc turcesc. Practic,după aproape 300 de ani de existență și lupte permaente. Severinul dispărea ca obiectiv militar. „Lasă în urma sa tradiția Băniei pentru teritoriul dintre Carpați, Dunăre și Olt cu specificul organizației militare, administrative și judiciare, conducere proprie și perpetuarea unor vechi tradiții de luptă pentru apărarea țarii.Cetatea Severinului ocupă, așadar un loc important in istoria țării noastre și de aceea reconstituirea sumară a evenimentelor deosebite asociate contextului European al epocii au menirea de a completa imaginea istorică, a spațiului european într-o lumină nouă."

## Reabilitarea cetății
Pe un proiect depus pe vechiul POR 2007-2013, în valoare de peste 57 de milioane de lei, din care valoarea nerambursabilă a fost de 42 de milioane de lei, Primăria Drobeta Turnu Severin a reabilitat Cetatea Medievală a Severinului și Palatul Cultural „Theodor Costescu“;
Beneficiar: Consiliul Local al Municipiului Drobeta Turnu Severin
DMI 5.1 – „Restaurarea și valorificarea durabilă a patrimoniului cultural, precum și crearea/modernizarea infrastructurilor conexe”
Valoarea  totală a proiectului: 54.434.339,03 Lei
Finanțare nerambursabiăl: 42.577.288,05 Lei
Obiectiv: Creșterea contribuției turismului la dezvoltarea județului  Mehedinți și regiunii Sud-Vest Oltenia

### Rezultate
- consolidarea structurii de rezistență a Palatului Theodor Costescu
- restaurare fațadă (5.570,70 m2)
- reparatii+consolidare acoperiș (învelitoare și șarpantă)- 3.300,80 m2
- restaurare și amenajare sală de spectacole (359,50m2) și balcon (173,30 m2; mărire număr locuri scenă de la 458 la 745)
- realizare sală pentru simpozioane și conferințe cu 100 de locuri (257,20 m2)
- amenajare spațiu cazare actori pentru 20 locuri, și 207,80 m2 sală studio (50 locuri)
- ameajare club (181,30 m2 )
- amenajare căi de acces adecvate și 2 ascensoare
- amenajare restaurant pentru 150 locuri (217,10 m2) și terasă restaurant(540 m2)
- amenajare cinematograf (grădină de vară) pentru 900 locuri (1,678 m2)
- amenajare bibliotecă și sală de lectură (257,20 m2)
- amenajare 1600 m2 piațetă, 875 m2 spații verzi și 660 m2  alei-trotuare